# Art Daniels
William Arthur „Art“ Daniels Jr. (* 1928; † 30. Januar 2021 in Wilmington, Delaware) war ein US-amerikanischer Jazzmusiker (Saxophon).
Daniels, der sich in seinem frühen Jahren als Boxer betätigte, arbeitete hauptberuflich in der Fleisher Collection of Orchestral Music an der Free Library von Philadelphia als Musik-Kopist; daneben betätigte er sich als Jazzmusiker. Erste Aufnahmen entstanden, als er 1986 in Philadelphia in der Band des Trompeters Cullen Knight spielte, der auch der Schlagzeuger Newman Taylor Baker angehörte. 1996 trat er als Mitglied der Illinois Jacquet Big Band auf der Internationalen Jazzwoche Burghausen auf (Live in Burghausen 1996). Mit Jaquet spielte er auch 2004 im New Yorker Lincoln Center (Swingin’ Live with Jacquet).  Daniels starb im Seasons Hospice in Wilmington.